# Кетков Олександр Дмитрович
Ке́тков Олександр Дмитрович (болг.: Александър Кетков; *30 серпня 1907, с. Зеленівка, тепер Приморського району Запорізької області, Україна, тоді Російська імперія — 23 січня 1991, м. Київ) — український  літературознавець-болгарист, журналіст і перекладач, громадський діяч. Представник болгарського відродження в Україні першої половини ХХ століття. 
Член спілок журналістів (1958), письменників (1962). Заслужений працівник культури УРСР (29.08.1967).

## З біографії та творчості
Олександр Кетков народився в селі Зеленівці (нині село Приморського району Запорізької області України).
Закінчив Український інститут журналістики (1936).
У 1920—30-х роках Олександр Кетков — перекладач, відповідальний редактор видання болгарською мовою творів Т. Шевченка, М. Коцюбинського, П. Панча та українською мовою творів Х. Ботева, І. Вазова, Х. Смирненського, Л. Стоянова, А. Каралійчева.
У 1930—38 — працював у редакціях болгарських періодичних видань — газеті «Колективист» і журналі «Бъди готов» («Будь напоготові!»); у 1936—41 був відповідальним редактором болгарського сектору, директором Укрдержнацменвидаву (Харків, Київ).
У роки Другої світової війни — 1941–1945 — майор, редактор дивізійної газети «Боевое знамя» (1941–1943), заступиник начальника відділу балканських країн Всесоюзного радіокомітету (Москва; 1943—44).
Від 1944 і до 1968 року — заступник, 1-й заступник голови (з лютого по липень 1949 року — в.о. голови) Комітету з радіомовлення (з 1950 — з телебачення і радіомовлення) при РМ УРСР.
Олександр Кетков був заступником голови правління Товариства українсько-болгарської дружби (1958—91); засновником і почесним головою Київського товариства болгарської культури «Родолюбіє» (1990—91). Виступав у пресі, перед широкою громадськістю України та Болгарії з питань українсько-болгарських культурних і літературних зв'язків, дружби та співробітництва; переклав українською мовою понад 30 художніх творів, 8 п'єс класиків болгарської літератури та сучасних письменників (серед них — твори Х. Русева, А. Гуляшкі, П. Вежинова, С. Карастоянова, А. Дончева, І. Давидкова, Г. Джагарова, Д. Габе); є автором понад 140 статей про болгарських письменників в «Українській радянській енциклопедії», «Антології болгарської поезії» (т. 2, 1974); брав активну участь у міжнародних та республіканських з'їздах, конференціях славістів, болгаристів, істориків.
Олександр Дмитрович Кетков нагороджений 2-ма орденами Вітчизняної війни 2-го ступеню (1945, 1985), орденом «Знак Пошани» (4.05.1962), болгарським орденом Кирила і Мефодія 1-го ступеню (1966), Почесними грамотами Президії ВР УРСР (1977, 1987), двома Золотими знаками «Вічна дружба» Всенародного комітету болгарсько-української дружби (Болгарія), медалями.
Кетков О. Д. помер 23 січня 1991 року у місті Києві.